# 蓋特韋 (加利福尼亞州內華達縣)
蓋特韋（英語：Gateway）是位於美國加利福尼亞州內華達縣的一個非建制地區。該地的面積和人口皆未知。

## 地理
蓋特韋的座標為39°19′34″N 120°12′13″W / 39.32611°N 120.20361°W，而該地的平均海拔高度為1813米（即5948英尺）。